# Uperi
Uperi (koniec VIII w. p.n.e.) – władca krainy Dilmun (identyfikowanej obecnie z Bahrajnem), współczesny asyryjskiemu królowi Sargonowi II (721-705 p.n.e.), w którego inskrypcjach jest wymieniany.
W jednej ze swych inskrypcji z Dur-Szarrukin Sargon II wspomina o darach przysłanych mu przez Uperi:
„Uperi, król Dilmunu, który żyje jak ryba w odległości 30 bēru pośrodku morza wschodzącego słońca, usłyszał o mej pańskiej potędze i przysłał swe dary”
W innych inskrypcjach z Dur-Szarrukin Sargon II chwali się darami, które przysłali mu Uperi i jeden z jego następców, imieniem Ahundara/Hundaru po tym, jak usłyszeć mieli o potędze bogów Aszura, Nabu i Marduka. Według naukowców inskrypcje Sargona II mają świadczyć o tym, iż Dilmun za rządów Uperi pozostał niezależny i nie doszło do jego podboju przez Asyrię. Imię Uperi jest najprawdopodobniej pochodzenia elamickiego.